# Негрони, Джованни Франческо
Джованни Франческо Негрони (итал. Giovanni Francesco Negroni; 3 октября 1629, Генуя, Генуэзская республика — 1 января 1713, Рим, Папская область) — итальянский куриальный кардинал. Генеральный казначей Апостольской Палаты с 1 сентября 1681 по 2 сентября 1686. Епископ Фаэнцы с 7 июля 1687 по 11 ноября 1697. Кардинал-дьякон со 2 сентября 1686, с титулярной диаконией Сан-Чезарео-ин-Палатио с 30 сентября 1686 по 2 января 1696. Кардинал-священник с титулом церкви Санта-Мария-ин-Арачели с 2 января 1696 по 1 января 1713.